# Asesinato de los hermanos Smith

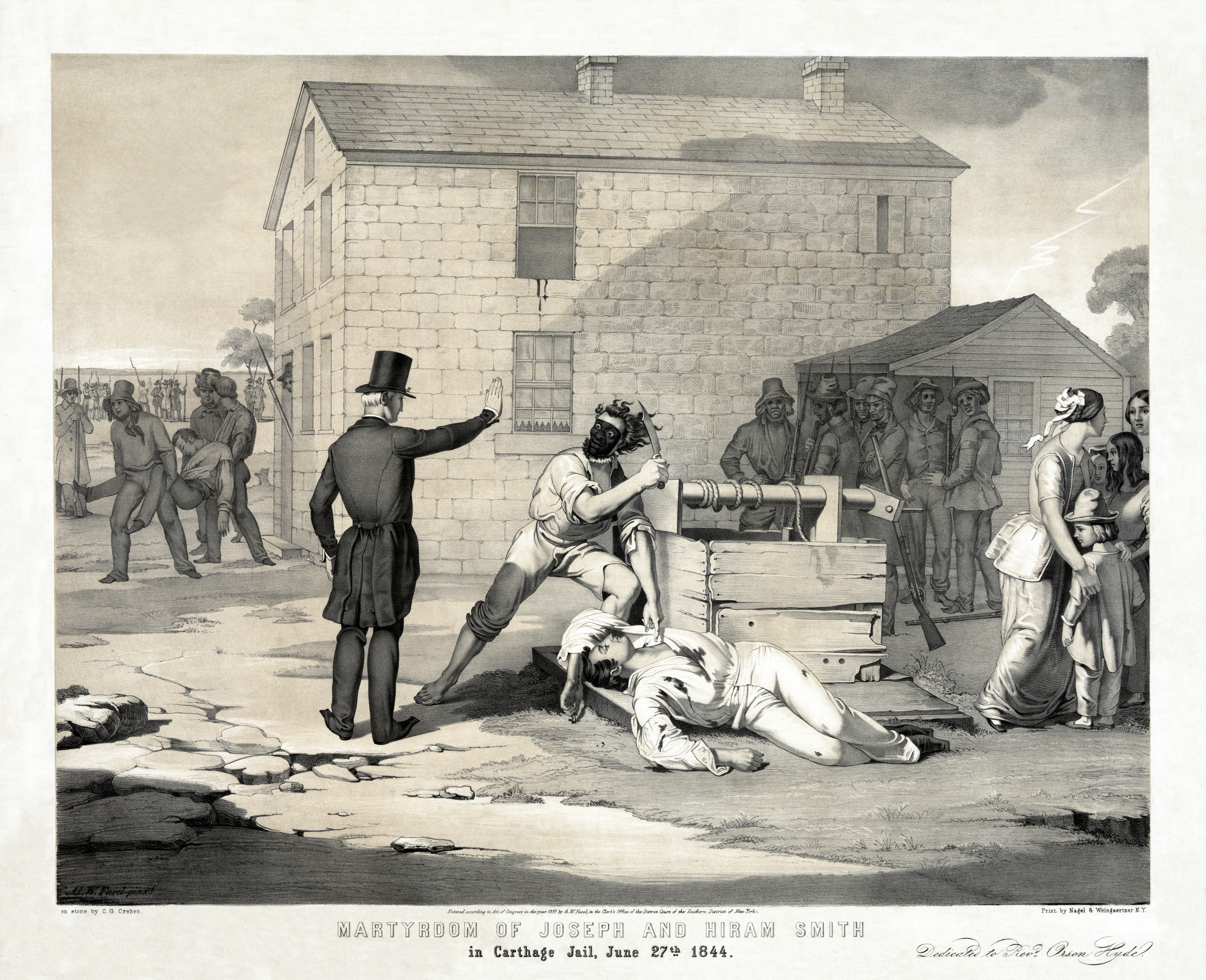
Representación del asesinato de Joseph Smith en junio de 1844

El asesinato de Joseph Smith Jr., fundador y líder de la Iglesia de Jesucristo de los Santos de los Últimos Días, ocurrió el 27 de junio de 1844. Smith y algunos de sus seguidores estaban presos en Carthage, Illinois;[¿Por qué?] a petición del gobernador se entregó a las autoridades del condado para hacer frente a las acusaciones. Mientras estaban en prisión, una turba de hombres armados asaltó la cárcel, disparó a Joseph quien se tiró por la ventana intentando huir, mientras la turba asesinó a su hermano Hyrum y dejó gravemente herido a John Taylor.
Al momento de su muerte, además de presidente de la iglesia, Smith era también alcalde de Nauvoo, Illinois —ciudad que fundó en 1839— y candidato a la presidencia de los Estados Unidos.

## Antecedentes

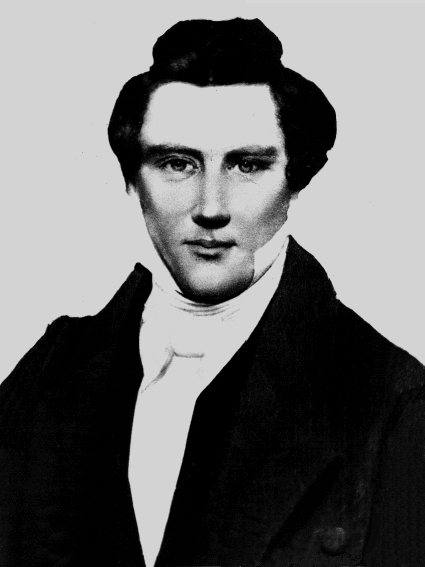
Joseph Smith (fotografía de 1843).

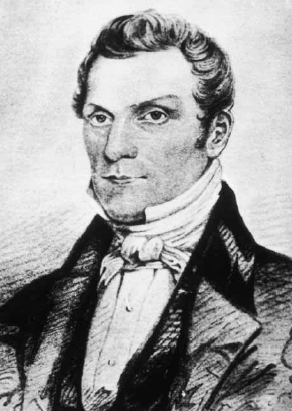
Hyrum Smith, hermano de Joseph Smith.

En 1830, Joseph Smith se autoproclamó como profeta y presidente de la iglesia restauracionista conocida como Movimiento de los Santos de los Últimos Días. A pesar de la adversidad debido a las persecuciones entre 1830 y 1839, ya para 1844, Joseph Smith había alcanzado una notable popularidad e influencia en los aspectos políticos de la época, que lo hicieron emerger como un serio candidato al sillón presidencial de los Estados Unidos.
Este hecho, sumado a otros aspectos tales como el pujante auge económico de la Iglesia, la voluntariosa capacidad de sobreponerse a la adversidad, y de varios aspectos controvertidos de la doctrina de esta congregación religiosa, la cual había chocado con los rígidos patrones seculares eclesiásticos, principalmente de origen protestante surgidos en medio de una efervescencia religiosa en la costa este de Norteamérica, sumado además a personajes de influencia política, enemigos del mormonismo, contribuyeron a que se desatara una persecución en contra de los miembros de esta congregación.
Joseph Smith, como presidente de la Iglesia y alcalde de Nauvoo (Illinois), y Hyrum Smith, su hermano mayor y patriarca de la iglesia, fueron sometidos a un sinnúmero de acusaciones, agresiones personales y varios encarcelamientos bajo cargos que no tenían mayor sustento legal, tales como el alterar el orden público o promover milicias belicosas. De todos ellos salieron más o menos bien librados por falta de pruebas.
Sin embargo, al postularse al sillón presidencial de los Estados Unidos con reales posibilidades de ganar una campaña y una desafortunada publicación de tendencia política no aprobada e impugnada por Smith en el diario The Nauvoo Expositor, desató enconadas reacciones negativas en grupos de poder hegemónicos en el círculo de Thomas Ford, gobernador de Illinois, quien ordenó que se le sometiera a juicio. Esto lo llevó a ser nuevamente encarcelado el 25 de junio de 1844 bajo cargos de sedición mediante una farsa judicial junto a su hermano Hyrum Smith. Thomas Ford había prometido a los hermanos Smith un juicio justo y transparente y los conminó a presentarse voluntariamente en la cárcel de Carthage.
Joseph Smith había predicho en más de una oportunidad a sus seguidores que su obra ya estaba cumplida y que moriría a manos de sus detractores.
Al momento de marchar voluntariamente a la cárcel de Carthage, Joseph Smith había declarado que:

Marcho como un cordero al matadero y me siento tan sereno como una mañana de verano.

Al momento de marchar, se les unieron voluntariamente John Taylor y Willard Richards, miembros del Quorum de los Doce Apóstoles.
Se esperaba que se constituyera un tribunal neutral para su enjuiciamiento. Sin embargo, los detractores impidieron que este llegara a conformarse. Los enemigos de Smith, teniendo presente que dicho juicio no produciría la sentencia que ellos exigían públicamente, la cual era la muerte de los Smith, decidieron tomar la ley en sus manos.
Una centena de hombres armados con mosquetes, algunos a la bayoneta, palos y pistolas, con sus caras cubiertas de pintura negra, se presentaron en la cárcel de Carthage pasadas las 17 horas, sin ninguna oposición por parte de la guardia, y decididamente subieron al segundo piso para pasar por las armas a los encarcelados. Joseph Smith y su hermano poseían sólo una pequeña pistola de bajo calibre oculto en sus vestimentas.
Ante la embestida a la fuerza de la puerta, tanto los hermanos Smith como Willard Richards y Taylor intentaron contener la puerta de la habitación donde estaban detenidos. Taylor, usando un bastón, golpeó varias manos armadas que asomaron y arrebataron una pistola de 6 tiros que se asomó entre las embestidas.
Al ver que el abrir la puerta les resultaba dificultoso, la chusma disparó a través de la puerta. Una de las balas dio en pleno rostro de Hyrum Smith, quien resultó lanzado al suelo y resultando muerto casi en el acto. Joseph Smith tomó la pistola arrebatada e intentó defenderse disparando a través de la apertura de la puerta e hiriendo a unas dos o tres personas.
Acabada la munición, nuevamente la turba embistió la puerta, abriéndola violentamente. La puerta ocultó de fortuna a Willard Richard. John Taylor intentó saltar por la ventana, pero al asomar al marco recibió una bala en la pierna y otra contra su pecho que detuvo un reloj de bolsillo. El impulso de la bala lo hizo rodar hacía adentro bajo un camastro mientras la turba ingresaba a la habitación disparando. Joseph Smith intentó lanzarse desde la misma ventana al vacío exclamando: "¡¡Oh Señor, Dios mio!!", recibiendo un balazo por la espalda y otro impacto desde fuera, cayendo muerto junto a un pozo. Taylor, herido bajo el camastro, vio súbitamente retirarse a la turba, diciendo: "¡Ahí vienen los mormones!"
Taylor logró sobrevivir con cuatro disparos en el cuerpo, y Willard Richards resultó proverbialmente ileso al no ser descubierto por la turba.

## Consecuencias post mortem

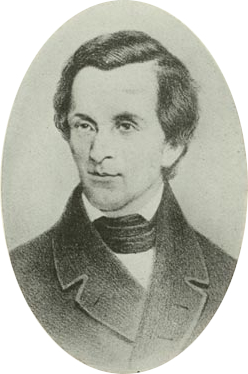
Thomas Ford, gobernador de Illinois, quien influyó en la muerte de los hermanos Smith.

Se esperaba por parte de los detractores de la Iglesia de Jesucristo que, fallecido su líder natural, Joseph Smith, la iglesia por sí sola se desarmara y se dispersara; pero no ocurrió de este modo.
Se le permitió a algunos miembros mormones el retirar los cuerpos de los hermanos Smith, los cuales fueron enterrados en Nauvoo el 29 de junio. Previamente al funeral, se le tomaron máscaras mortuorias a los hermanos Smith por parte de George Q. Cannon.
Los mormones que estaban en Nauvoo primeramente terminaron por dejar el estado de Illinois. Seguidamente, al gobernador Thomas Ford se le acusó de conocer plenamente el plan de linchamiento de los hermanos Smith, lo cual por supuesto fue negado y no fue procesado.
Se acusó además a un pastor bautista, dos futuros congresistas, un prominente abogado y un hombre de negocios de ser instigadores del asesinato de Joseph Smith y se estableció un proceso judicial de pantalla de la cual todos fueron declarados inocentes de los cargos, quedando impune el asesinato de ambos hermanos.
Por el plazo no definido, el Quórum de los Doce Apóstoles ejerció la dirección eclesiástica. En la discusión acerca de la sucesión del cargo dejado vacante de presidente, profeta y revelador aparecieron dos fuertes corrientes de pensamiento, una minoritaria que abogaba la sucesión consanguínea del cargo y otra que abogaba que esta debía ser ejercida por una persona elegida bajo inspiración divina.
La elección de Brigham Young por parte de una gran mayoría de la membresía afín al Quorum escindió a los miembros en dos iglesias paralelas, la primera y mayoritaria lideradas por Young y otra de menor número de miembros conservacionistas liderados por la esposa de Smith, Ema Hale, que fueron posteriormente llamados apostatas. Ambas denominaciones, la mayoritaria en el estado de Utah y otra en Kirtland, Ohio, coexisten armónicamente hasta hoy.
Tanto Taylor como Willard Richards dejaron un testimonio escrito de los últimos momentos de los hermanos Smith.
Taylor, en el funeral de los Smith, declaró:

Joseph Smith, el Profeta y Vidente del Señor, ha hecho más por la salvación del hombre en este mundo, que cualquier otro que ha vivido en él, exceptuando sólo a Jesús, y desde ahora sus nombres serán contados entre los mártires de la religión; y el lector de toda nación tendrá presente que costó la mejor sangre del siglo diecinueve publicar el Libro de Mormón y este libro de Doctrina y Convenios de la iglesia, para la salvación de un mundo perdido…Vivió grande y murió grande a los ojos de Dios y de su pueblo; y como la mayoría de los ungidos del Señor en tiempos antiguos, ha sellado su misión y obras con su propia sangre; y lo mismo ha hecho su hermano Hyrum. ¡En vida no fueron divididos, y en su muerte no fueron separados!